# Ladushkin
Ladushkin (en ruso: Ладушкин), conocida de manera oficial hasta 1946 como Ludwigsort (en alemán: Ludwigsort; en lituano: Liudvigsortas, en polaco: Ludwinów) es una ciudad cercana a la orilla de la laguna del Vístula que forma parte del distrito de Bagrationovsk en el óblast de Kaliningrado, Rusia. Su población es de 13.582 habitantes en 2013.

## Geografía
Ladushkin está ubicado en el oeste de la región histórica de Prusia Oriental, a unos 18 kilómetros al noreste de Mamonovo y 28 kilómetros al suroeste de Kaliningrado.

## Historia
El asentamiento fue fundado como Ludwigsort (literalmente, el lugar de Ludwig/Luis) en 1314 y está situado no lejos de las orillas de la laguna del Vístula y de las ruinas del castillo medieval de Balga erigido por los Caballeros Teutónicos. En 1454, el rey Casimiro IV Jagellón incorporó la región al reino de Polonia a petición de la Confederación Prusiana antiteutónica. Después de la subsiguiente Guerra de los Trece Años (1454-1466), el asentamiento pasó a formar parte de Polonia como feudo en poder de los Caballeros Teutónicos hasta 1525.
Ludwigsort pasa a la historia con la construcción de una fábrica de papel en 1593, ya como parte del secular ducado de Prusia. El 10 de octubre de 1597, el margrave Jorge Federico de Brandeburgo-Ansbach, guardián del duque Alberto Federico de Prusia, prestó el molino de propiedad estatal al propietario de la imprenta de Königsberg, Georg Osterberger. Él a su vez vendió el molino y un gran número de propietarios cambiaron hasta 1709, cuando Friedrich Ludwig von Schleswig-Holstein-Sonderburg-Beck compró el molino ahora en ruinas y le dio el nombre de Ludwigsort. Cuando el trabajo en la fábrica de papel se detuvo en 1780, pasó a formar parte de la finca Gut Charlottenthal, que en el siglo XVIII fue un pabellón de caza y residencia de verano del duque de Holstein-Beck. Desde el siglo XVIII formaba parte del reino de Prusia.
En 1816, Johann Gottlieb Jakob Theophil Nanke (1763-1835), que anteriormente había sido profesor en Schirwindt, se convirtió en propietario de la propiedad. Incluso antes de 1858, la propiedad fue adquirida por Hermann Douglas (1840-1895), hijo de Carl Douglas Carl Douglas, un concejal de la ciudad de Königsberg que había alquilado la plataforma de ámbar a lo largo de la costa del estado. A mediados del siglo XIX se construyó la casa señorial tardoclasicista, y desde 1871 también formaba parte de Alemania, dentro de la cual se ubicaba administrativamente en la provincia de Prusia Oriental.
Después de la transferencia de la ciudad a la RSS de Rusia después de la Segunda Guerra Mundial, pasó a llamarse Ladushkin en 1946 en honor al soldado del Ejército Rojo Iván Ladushkin, que murió cerca durante la ofensiva de Prusia Oriental en el año anterior

## Demografía
En el pasado la mayoría de la población estaba compuesta por alemanes, pero tras el fin de la Segunda Guerra Mundial fueron expulsados a Alemania y se repobló con rusos. Según el censo de 2010, alrededor del 91% de los residentes  son rusos, 3% ucranianos, 2,5% bielorrusos y 0,9% alemanes (54 personas).
| Gráfica de evolución de Ladushkin entre 1816 y 2010 |
|                                                     |

## Economía
Los empleadores más importantes de Ladushkin incluyen el fabricante de alimentos "Ladushkinskoye" y la planta ganadera "Beregovoi", fundada en 1996. La industria de servicios también es importante en la ciudad, hay algunas tiendas con diferentes orientaciones. La ubicación a orillas de la bahía de Kaliningrado convirtió a la ciudad en un centro de bases turísticas y casas de vacaciones. 

## Infraestructura

### Arquitectura y monumentos
[[Файл:Iwan_Laduschkin.jpg|miniaturadeimagen|250x250px|Monumento conmemorativo de Iván Ladushkin]]
Casi no se han conservado monumentos históricos en Ladushkin, sin embargo, hay un monumento natural único: un poderoso roble, que tiene unos ochocientos años.
En Ladushkin hay una iglesia de madera ortodoxa rusa que se construyó a fines de la década de 1990. A unos diez kilómetros al suroeste de la ciudad se encuentran las ruinas del castillo de Balga.

### Educación
Hay una escuela de educación general y tres guarderías en la ciudad.

### Transporte
Una carretera internacional atraviesa la ciudad, a lo largo de la cual corre el autobús 117 a Kaliningrado. La estación del mismo nombre se encuentra en la línea Kaliningrado-Mamonovo (frontera polaca). 

## Galería

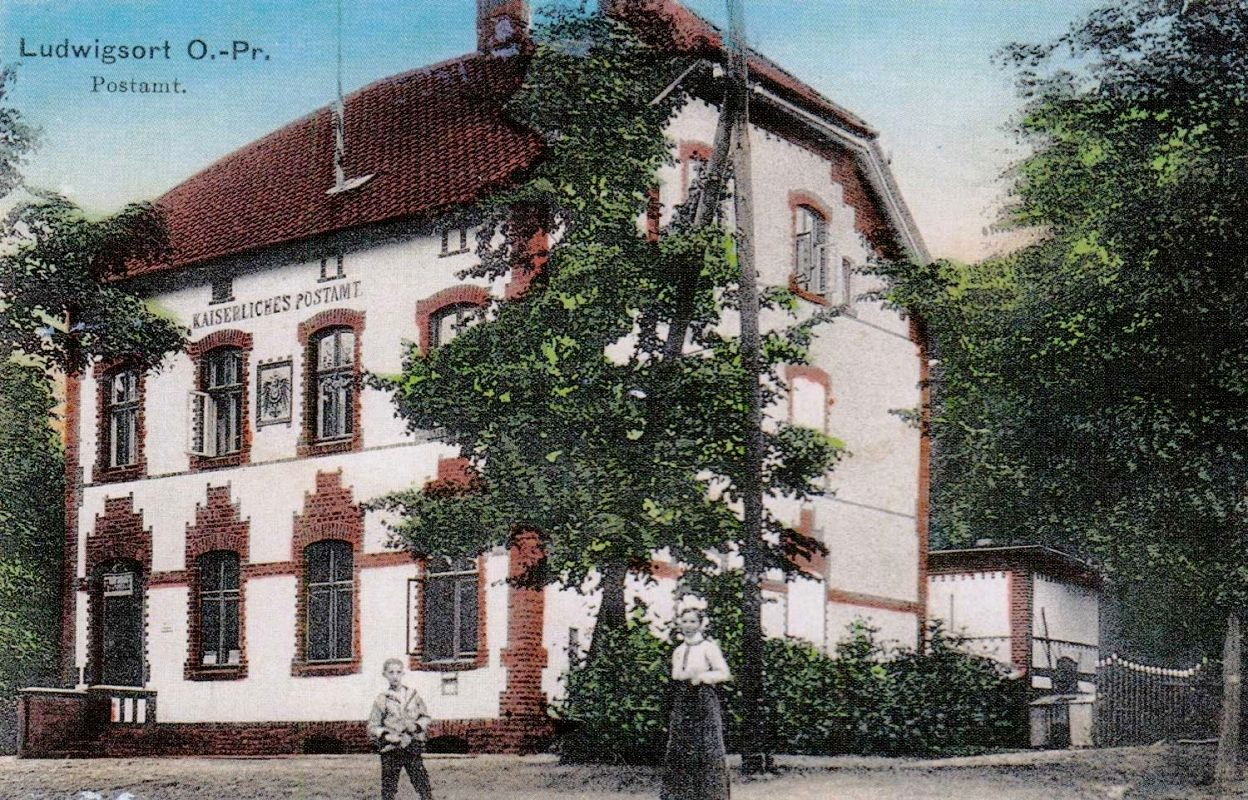
Antigua oficina de correos
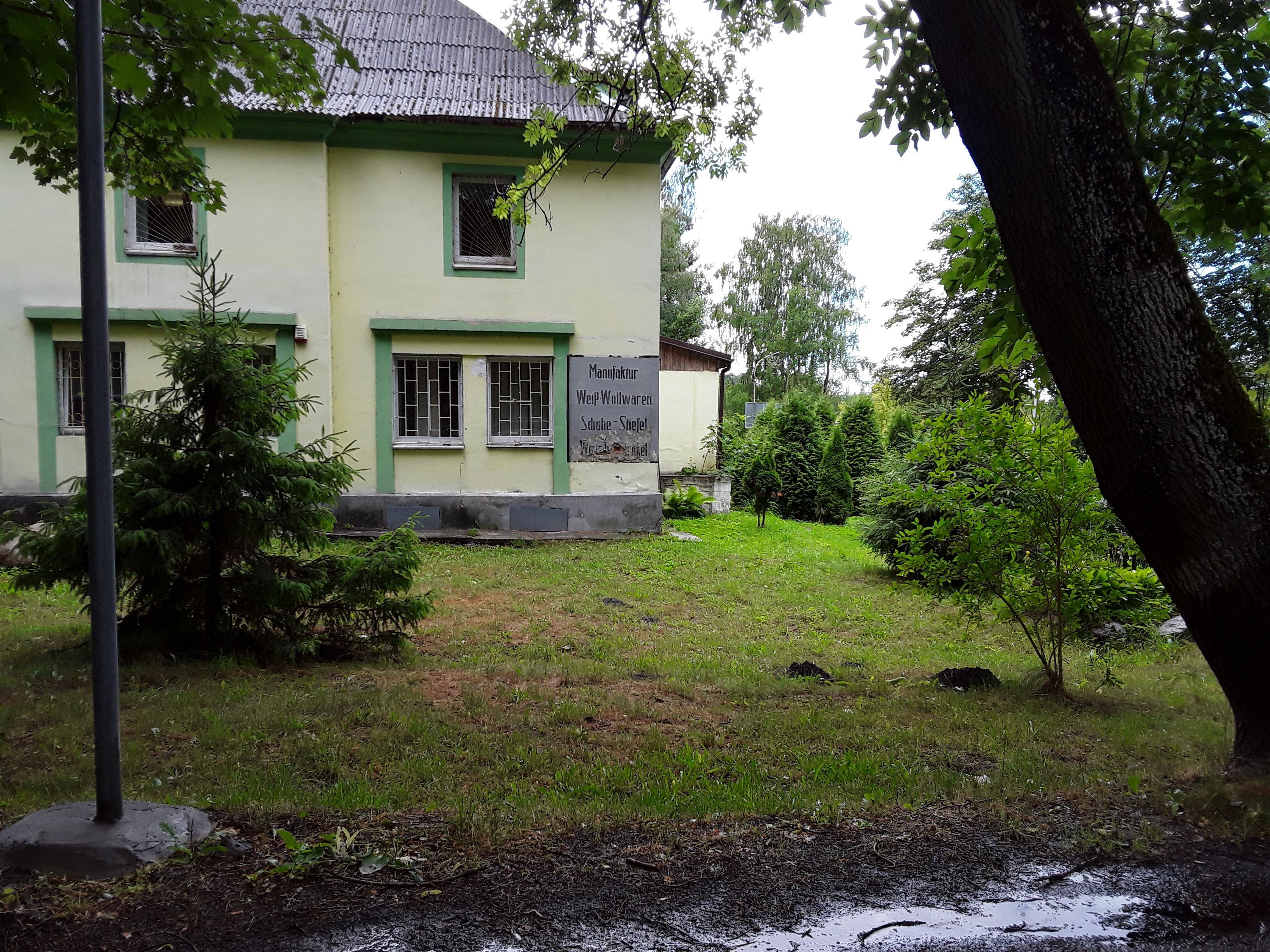
Antigua tienda de comestibles con inscripciones alemanas conservadas
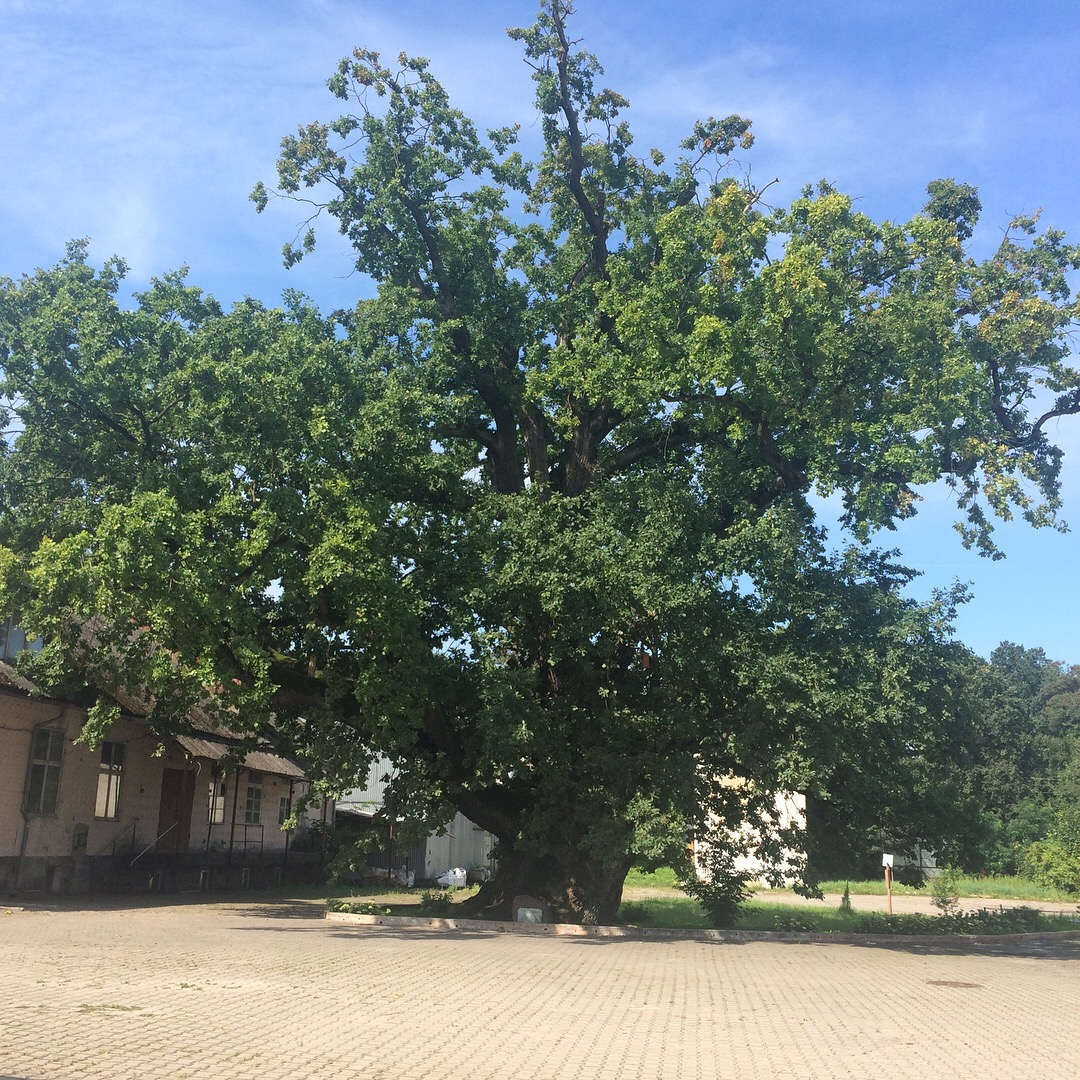
Roble de Ladushkin
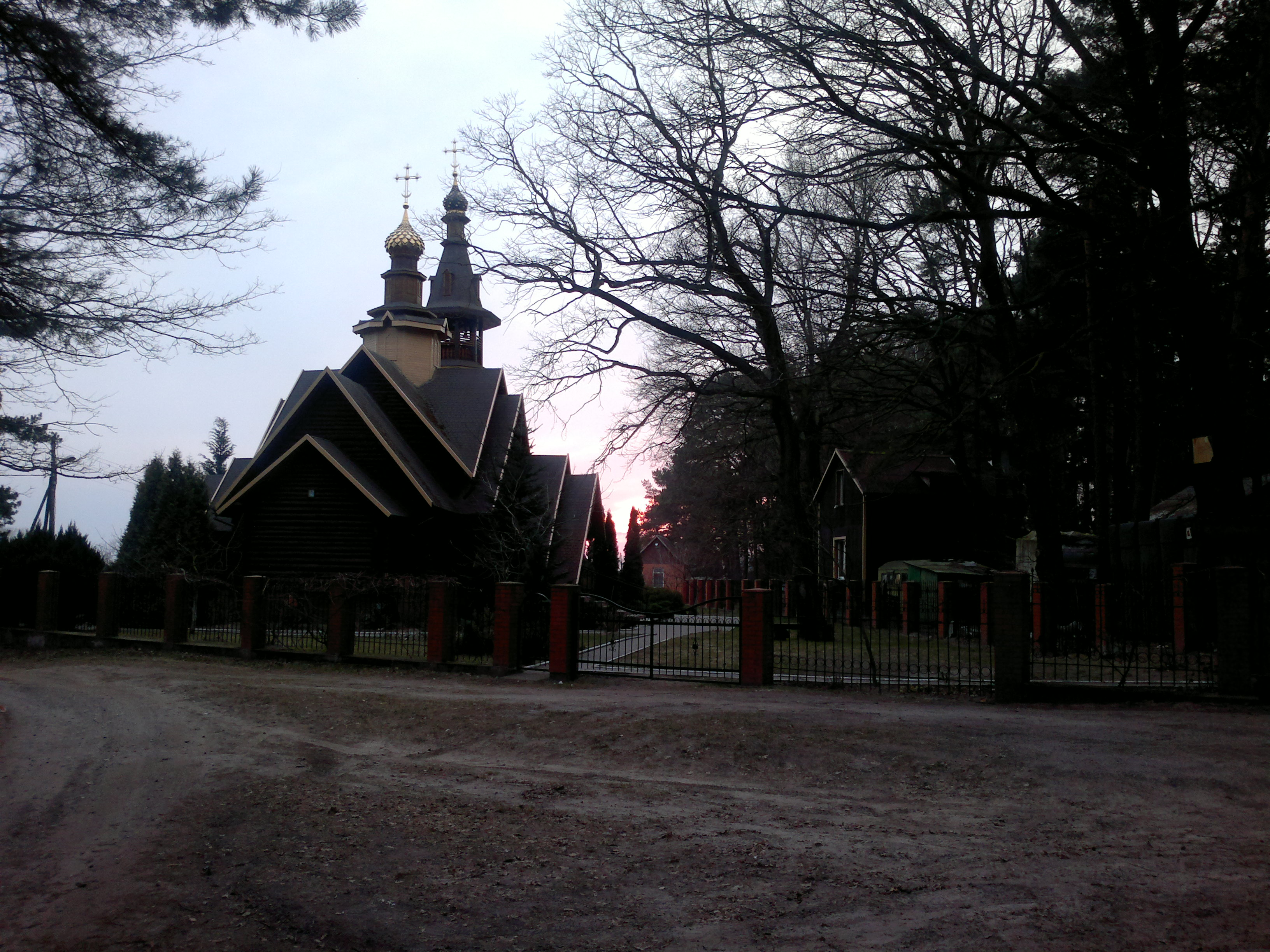
Iglesia ortodoxa de Ladushkin
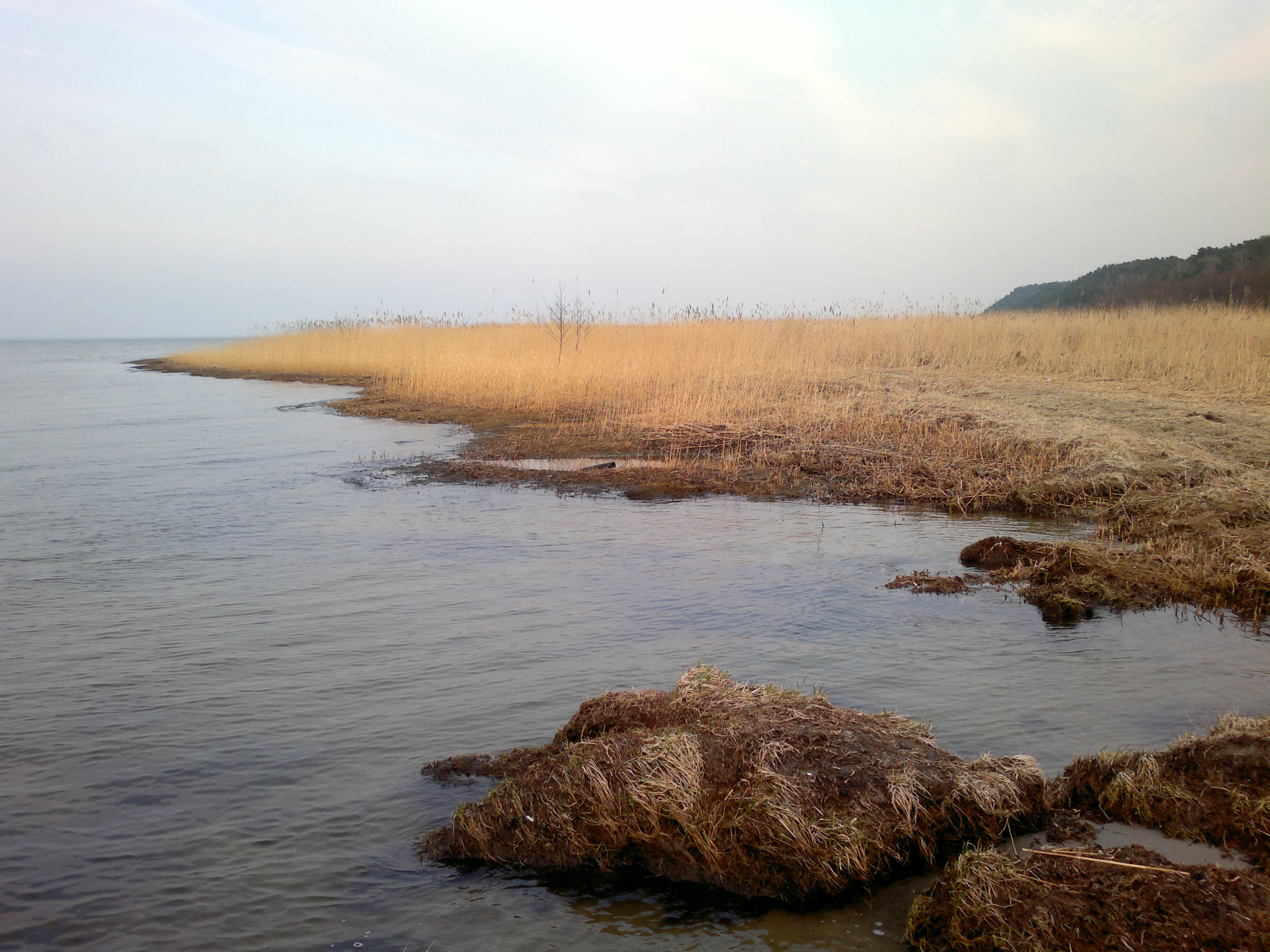
Orilla de la laguna del Vístula
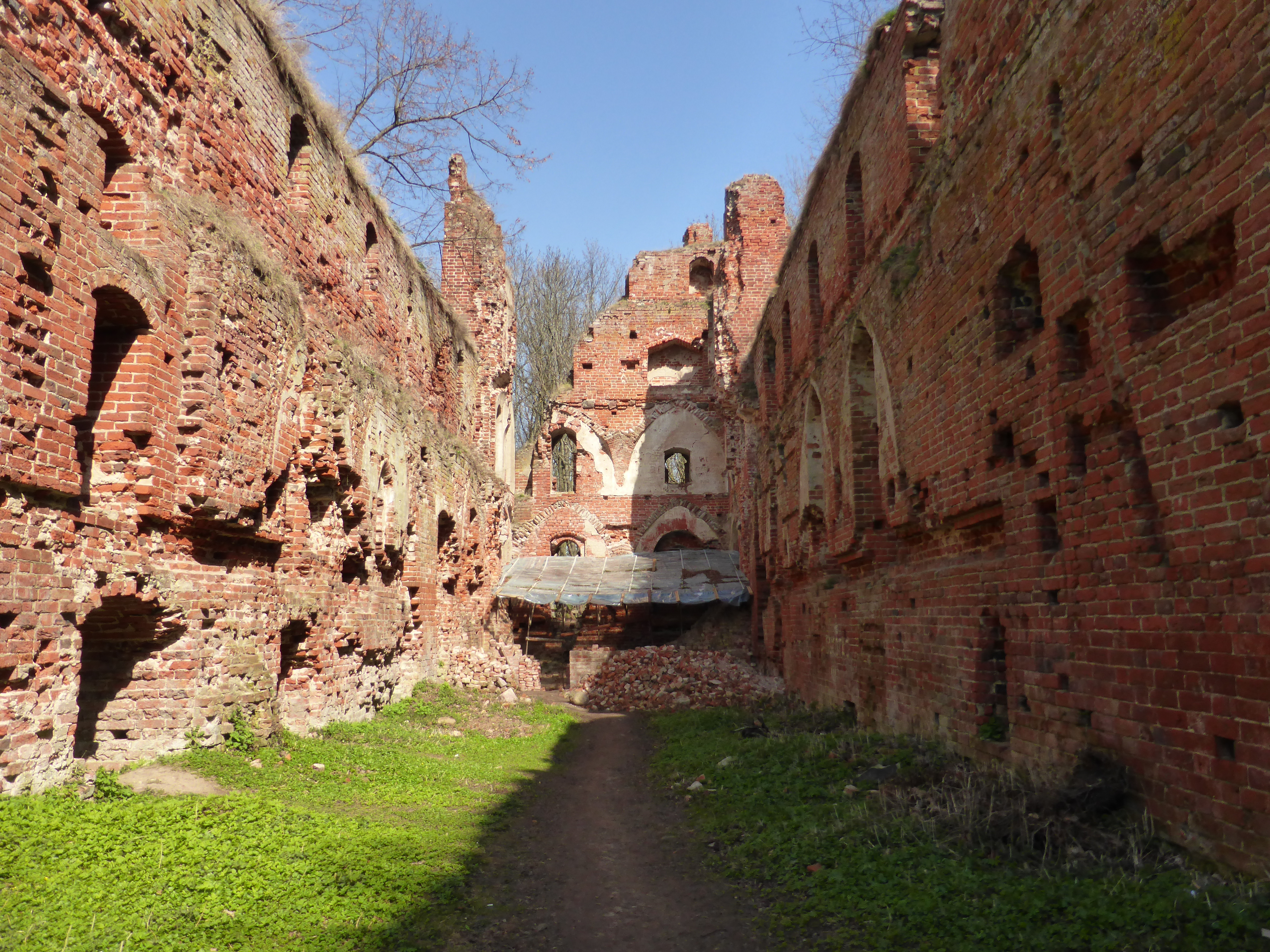
Ruinas del castillo de Balga